# A képeslap gyilkosságok
A képeslap gyilkosságok (eredeti cím: The Postcard Killings) 2020-ban bemutatott amerikai bűnügyi-filmdráma Danis Tanović rendezésében. A főszerepet Jeffrey Dean Morgan, Famke Janssen és Cush Jumbo alakítja. A film James Patterson és Liza Marklund 2010-es The Postcard Killers című regénye alapján készült.
A filmet az Amerikai Egyesült Államokban 2020. március 13-án mutatták be, Magyarországon DVD-n jelent meg szinkronizálva.

## Cselekmény
Jacob Kanon New York-i rendőrnyomozó a lánya halála ügyét vizsgálja, akit a nászútja során gyilkoltak meg; a Svédországban dolgozó amerikai újságírónő, Dessie Lombard segítségét veszi igénybe, amikor Európa-szerte más párok is hasonló sorsra jutnak.
A film nyitójelenetében valaki megöl egy fiatal párt. Kiderül, hogy Jacob Kanon lányáról és férjéről van szó, akik Londonban töltik nászútjukat. A férfi elutazik Londonba, hogy a hullaházban azonosítsa lánya és újdonsült férje holttestét.
Ezután Kanon nyomozni kezd, hogy kiderítse ki a gyilkos, de kénytelen más európai városokba utazni, mivel a gyilkos nem áll meg. Lombard és egy német rendőr segítségével leleplezi az igazságot, és megérti, mi folyik itt.

## Szereplők
- Jeffrey Dean Morgan – Jacob Kanon
- Famke Janssen –  Valerie Kanon
- Cush Jumbo –  Dessie Lombard
- Joachim Król –  Bublitz felügyelő
- Steven Mackintosh –  Rupert Pearce
- Naomi Battrick –  Sylvia
- Ruairi O'Connor –  Mac
- Denis O'Hare –  Simon Haysmith
- Eva Röse – DS Agneta Hoglund
- Lukas Loughran –  Evert Ridderwall nyomozó
- Dylan Devonald Smith –  Pieter
- Sallie Harmsen –  Nienke
- Orla O'Rourke –  Nancy
- Christopher Pizzey –  Charles Hardwick
- Tim Ahern –  Bill Brown
- Martin Wenner –  Matts
- Caroline Bartholdson –  Női nyomozó
- Daniel Sjöberg –  Férfi nyomozó
- Ben Vinnicombe –  Jose Martinez

## Fordítás
- Ez a szócikk részben vagy egészben  a   The Postcard Killings című angol Wikipédia-szócikk fordításán alapul.  Az eredeti cikk szerkesztőit annak laptörténete sorolja fel. Ez a jelzés csupán a megfogalmazás eredetét és a szerzői jogokat jelzi, nem szolgál a cikkben szereplő információk forrásmegjelöléseként.